# Simone Celli
Simone Celli (* 10. September 1982 in Borgo Maggiore) ist ein Politiker aus San Marino. Seit Dezember 2016 ist er Finanzminister von San Marino.
Celli studierte Rechtswissenschaft an der Universität Urbino und ist als Angestellter tätig.
Simone Celli gehört seit 2006 dem Consiglio Grande e Generale, dem san-marinesischen Parlament, an. Bei den Parlamentswahlen 2006 und 2008 trat er für den Partito dei Socialisti e dei Democratici (PSD) an. In der Legislaturperiode von 2008 bis 2012 war er Mitglied im Innen- und Justizausschuss.
Im Juli 2009 gehörte er mit sieben weiteren Parlamentariern des PSD zu den Gründern des Partito Socialista Riformista Sammarinese. Celli wurde im Oktober 2009 zum Sekretär des PSRS gewählt. Im Mai 2012 vereinigte sich der PSRS mit dem Nuovo Partito Socialista zum Partito Socialista. Bei der Parlamentswahl 2012 trat Celli auf der Liste des Partito Socialista an und errang die meisten Stimmen. In der folgenden Legislaturperiode gehörte er dem Justizausschuss an und war Mitglied der san-marinesischen Delegation bei der Interparlamentarischen Union.
Im April 2013 wurde Celli zum Sekretär des PS gewählt, im November 2014 trat er vom Amt zurück, wurde jedoch im März 2015 erneut zum Parteisekretär gewählt, trat aber im November erneut zurück. Zwei Monate später trat er auch aus der PS aus. Er schloss sich der Vereinigung Laboratorio Democratico (LabDem) an, die mit der Sinistra Unita (SU) eine Fraktionsgemeinschaft im Parlament bildete.
Vor der Parlamentswahl 2016 schlossen sich SU-LabDem mit weiteren linken Kräften zur Sinistra Socialista Democratica (SSD) zusammen. SSD bildete mit Repubblica Futura (RF) und Civico 10 (C10) die Koalition adesso.sm, die die Parlamentswahlen im Dezember 2016 gewannen. Celli wurde auf der Liste der SSD erneut in den Consiglio Grande e Generale gewählt.
Am 27. Dezember 2017 wurde Celli zum Finanzminister (Segretario di Stato alle Finanze, Bilancio, Poste, Trasporti, Programmazione Economica) gewählt.